# Regiunea de Vest, Ghana
Regiunea de Vest este una dintre cele 12 unități administrativ-teritoriale de gradul I ale Ghanei. Reședința sa este orașul Sekondi-Takoradi. Cuprinde 17 districte.